# Gary Chapman (auteur)
Pour les articles homonymes, voir Chapman.
Gary Chapman, né le 10 janvier 1938, est un auteur, conseiller conjugal, pasteur chrétien baptiste et conférencier américain spécialiste du mariage et de la famille. Dans ses livres, il prodigue des conseils pour réussir son mariage, sa vie de couple, l’éducation des enfants. Rendu célèbre par son best-seller Les langages de l'Amour, sorti en 1992, il a depuis publié plusieurs autres livres explorant différents aspects de l’amour et du couple.

## Biographie
Chapman est né le 10 janvier 1938 à China Grove (Caroline du Nord),.
Il étudie la théologie au Moody Bible Institute et obtient un Bachelor of Arts, puis il étudie en anthropologie et obtient un Master au Wheaton College (Illinois) et à l’Université de Wake Forest. Il obtient également un Master en éducation religieuse et un doctorat en éducation des adultes au Séminaire théologique baptiste du Sud-Ouest. 
Alors qu’il est sur le point de partir comme missionnaire au Nigeria, sa femme tombe malade. Il décide donc de rester aux États-Unis et devient enseignant à la Winston-Salem State University de Winston-Salem.

### Ministère
Parallèlement à son poste à Winston-Salem State University, il devient pasteur en 1971 à l'église baptiste du Calvaire de Winston-Salem en Caroline du Nord. En tant que conseiller conjugal, il donne des conférences dans différentes villes, organise des séminaires sur le thème du mariage et des relations de couple et anime l’émission de radio A Love Language Minute. Il dirige aussi le cabinet Marriage and Family Life Consultants Inc. spécialisé dans l’épanouissement des familles et des couples. En 1992, il écrit Les langages de l'Amour qui deviendra best-seller, vendu à 11 millions de copies et traduit en 50 langues.

## Vie privée
Il a épousé Karolyn avec qui il a eu deux enfants qui lui ont donné deux petits-enfants.

## Publications

### Titres traduits en français
- Les langages de l’amour, 1997, Farel
- Les langages d’amour des enfants, 1998, Farel
- L’amour dans l’impasse, 1999, Farel
- Furieux ! furieuse !, 2001, Farel
- Parents d’enfants adultes, 2001, Farel
- Les langages d’amour de Dieu, 2003, Farel
- Couple et complices, 2005, Farel
- Langages d’amour des solos, 2005, Farel
- Les saisons du mariage, 2006, Farel
- Couple en crise, 2008, Farel
- Les langages de la réconciliation, 2008, Farel
- Évoluer ensemble, 2008, Farel
- Gagner ensemble, 2008, Farel
- Les langages d’amour des adolescents, 2009, Farel
- Amour et sexualité, 2009, Farel
- L’arrivée des enfants, 2009, Farel
- Aimer un mode de vie, 2009, Farel
- Les 5 langages d'appréciation dans le milieu de travail avec Paul White, 2015, BELIVEAU
- Aimer son conjoint en toutes circonstances, 2017, Farel
- Les 5 langages - Guide pour les ados, 2017, Farel
- Des choix courageux - 11 bonnes décisions à prendre dès l'adolescence, 2020, Farel

### Titres en anglais
- Hope For The Separated: Wounded Marriages Can Be Healed, Moody Press, 1982, 1996.
- The Five Love Languages, Northfield Publishing, 1992.
- The World’s Easiest Guide to Family Relationships, Northfield Publishing, 2001.
- Love Talks for Families, Northfield Publishing, 2002.
- The Five Love Languages – Men’s Edition, Northfield Publishing, Chicago, 2004.
- The Marriage You’ve Always Wanted, Moody Press, 1979, 2005.
- Love Talks for Couples, Northfield Publishing, 2002.
- Profit Sharing: Making Money An Asset in Your Marriage, Tyndale House Publishers, Inc., 2007.
- In-Law Relationships: Becoming Friends With Your In-Laws, Tyndale House Publishers, 2008.
- It Happens Every Spring, Tyndale House Publishers, Inc., 2006.
- A Couple’s Guide to Growing Marriage, Moody Publishers, 2006.
- Summer Breeze, Tyndale House Publishers, Inc., 2007.
- Falling for You Again, Tyndale House Publishers, Inc., 2007.
- Winter Turns to Spring, Tyndale House Publishers, Inc., 2008.
- The Family You’ve Always Wanted, Northfield Publishing, 2008.
- Love is A Verb, WaterBrook Press, 2009.